# Sterrenhart
Sterrenhart is het 27ste album uit de stripreeks Marsupilami. Het verhaal werd geschreven door Stéphan Colman en getekend door Batem (Luc Collin). Het album werd in 2014 uitgegeven door Marsu Productions. Het verhaal werd in 2013 in het Frans voorgepubliceerd in Spirou, in de nummers 3924 tot en met 3929.
In het verhaal duiken de makers van het album zelf op. Ze zetten er zichzelf neer als toeristen die in het fictieve land Palombië op zoek gaan naar nieuwe verhalen over de Marsupilami's om er boeken over te maken.
Het album vormt een prequel voor het verhaal Robbedoes en de erfgenamen uit de reeks Robbedoes en Kwabbernoot. Het brengt een voorgeschiedenis van de Marsupilami die in dat album ontdekt wordt door Robbedoes en Kwabbernoot en die daarna in verschillende albums uit die reeks meespeelt.

## Verhaal
Luc en Stéphan komen nieuwe verhalen over de Marsupilami's halen bij de Chahuta-indianen, die in hun buurt leven. Die hebben slecht nieuws: de Marsupilami's zijn verdwenen nadat er een "sterrenhart" uit de hemel is gevallen, een Chahuta-term voor een vallende ster. Omdat Luc en Stéphan de verhalen over de Marsupilami's vertellen in boeken, hopen de kinderen van het indianendorp dat zij weten waar de dieren heen zijn. Hoewel ze dit ontkennen, verzinnen ze op aandringen toch een uitleg.
Stéphan vertelt dat de aan de verdwijning een vallende ster, een "sterrenhart zoals de indianen het noemen, aan de oorsprong ligt. De Marsupilami raakt opgewonden van het natuurfenomeen en spoedt zich naar zijn gezin. De volgende dag is het nest leeg: de familie is op stap. De tocht verloopt niet zonder kleine ongemakken: de kleintjes maken ruzie, ze komen een stel jagers tegen en moeten aanschouwen hoe hun woud gekapt wordt om er landbouwgrond van te maken. Na enkele dagen bereiken ze de bergen. De tocht zit er echter nog niet op: ze klimmen tot boven de sneeuwgrens. De jongen krijgen honger, maar er is geen eten in de buurt. Het wijfje wordt kwaad op het mannetje, maar die blijft naarstig bezig met zijn queeste: het vinden van het sterrenhart. Het wijfje neemt de jongen op de arm en baant zich een weg naar veiliger oorden. Door een sneeuwstorm waait Bibi, het meisje, echter weg. Het wijfje beseft dat ze in de storm niets kan ondernemen en zoekt succesvol naar een schuilplaats voor zichzelf en de twee andere jongen. Ook het mannetjes is intussen weer op zoek naar zijn gezin, maar hij komt vast te zitten in de sneeuw. Bibi weet zich in de storm vast te klemmen aan een glinsterende, hartvormige steen, die haar warmte en licht schenkt.
Als de sneeuw gaan liggen is, ligt het mannetje compleet uitgeteld onder de sneeuw. Zijn vermoeide blik valt plots op een glinstering in de nabijheid. Met zijn laatste krachten strompelt hij erop af. Hij vindt er Bibu en haar oplichtende steen, het levenslicht van het sterrenhart. Met herwonnen kracht gaat hij op zoek naar zijn gezin, dat hij met zijn scherpe reukzin al snel vindt. Het herenigde gezin gaat terug naar huis, met de steen. Bibu, die de steen gevonden heeft, zou nu door de goden als een uitzonderlijk wezen beschouwd worden.
Dan rest de vraag waarom de Marsupilami zo gretig op zoek ging naar het sterrenhart. Toen het dier zelf nog klein was, was zijn broertje dodelijk ziek na een slangenbeet. Hij zag toen ook zo'n meteoor. De vader van de broertjes kwam even later terug met een ander sterrenhart, dat het zieke broertje snel weer leven gaf. De steen had een impact op de rest van zijn leven: hij werd intelligenter, krachtiger en moediger. Het bracht hem zelfs aan de andere kant van de wereld, toen hij werd gevonden door Robbedoes en Kwabbernoot. Deze gebeurtenis maakte de Marsupilami duidelijk wat voor kracht er in zo'n steen zit en verklaart waarom hij er zo gretig naar op zoek ging.
Uiteindelijk zijn de Marsupilami's terug. Stéphan zit na te denken over een nieuw Marsupilamiverhaal. Het indianenmeisje Jebentesneloverdonderd doet hem twijfelen of zijn verzinsel ook niet echt gebeurd kan zijn. Het nieuwe stripverhaal is klaar: Sterrenhart.